# 寿酒
寿酒是河南省西平縣出山镇出产的一种白酒，源于1957年当局在原国营炼油厂基础上，成立的“地方国营河南省辉县酒厂”，后数度改制、易名。酒厂最初利用民间酿酒法生产白酒，但不久之后就逢三年困难时期，被迫以红薯干、甘蔗、楝果等代用品酿酒。之后又因应大跃进至文化大革命期间为扩大茅台生产而推行茅台异地生产试验，和文革时期的“八大名酒进北京”的政治任务，中国白酒泰斗周恒刚于1981年4月3日带领廊坊轻工业研究所吴鸣、赵建华、全国评酒员金凤兰来厂开展麸曲酱香型白酒的研制工作；次年3月研制成功，命名为百泉春。因彼时已是改革开放，两项政治任务均被取消，但产品因受欢迎及多次获奖，取代了以前所有产品。1990年代为适应白酒市场对浓香型白酒的巨大需求，改以生产浓香型为主。近年来为提升品质，已将原以麸曲酿制的百泉春改用小麦制大曲，经分拣粉碎、蒸煮糊化、入窖发酵，起窖装甑、蒸馏摘酒、分级贮藏等传统工艺酿制。浓香型的寿酒则以混蒸续糟的传统老五甑传统工艺酿制而成，所有产品均为以高粱酿造。此酒为河南白酒“五朵银花”之一。